# Wendi McLendon-Covey
Wendi McLendon-Covey (født 10. oktober 1969) er en amerikansk skuespiller og producer. Hun er bedst kendt for sin rolle som Beverly Goldberg i The Goldbergs (2013-).

## Filmografi
| Year | Film                                 | Role                      | Notes          |
| ---- | ------------------------------------ | ------------------------- | -------------- |
| 2001 | Henry and Marvin                     | Judy                      | Short film     |
| 2005 | Bewitched                            | E! Anchor                 |                |
| 2006 | Cook-Off!                            | Pauline Solfest           |                |
| 2007 | Reno 911!: Miami                     | Deputy Clementine Johnson |                |
| 2007 | Closing Escrow                       | Hillary                   |                |
| 2007 | Goldfish                             | Mrs. Jenkins              |                |
| 2008 | Over Her Dead Body                   | Lona                      |                |
| 2009 | Boutonniere                          | Mrs. Pruitt               |                |
| 2009 | Spooner                              | Linda                     |                |
| 2009 | Jesus People: The Movie              | Jenna Bosch               |                |
| 2010 | Starlight & Superfish                | Dawn                      |                |
| 2010 | Douchebag                            | Mary Barger               |                |
| 2010 | Tug                                  | Taylor                    |                |
| 2010 | Public Relations                     | Candice                   |                |
| 2010 | The Search for Santa Paws            | Ms. Stout                 |                |
| 2011 | Sometimes Pretty Girls               | Tootsie                   | Short film     |
| 2011 | Bridesmaids                          | Rita                      |                |
| 2012 | Holiday Road                         | Rosman                    |                |
| 2012 | What to Expect When You're Expecting | Kara                      |                |
| 2012 | Magic Mike                           | Tara                      | Scenes deleted |
| 2013 | 10 Rules for Sleeping Around         | Emma Cooney               |                |
| 2013 | All American Christmas Carol         | Marjorie                  |                |
| 2014 | Date and Switch                      | Linda                     |                |
| 2014 | Cuban Fury                           | Carly                     | Cameo          |
| 2014 | The Single Moms Club                 | Jan Malkovitch            |                |
| 2014 | Blended                              | Jen                       |                |
| 2014 | Think Like a Man Too                 | Tish                      |                |
| 2014 | Claire's Cambodia                    | Sharon                    |                |
| 2014 | A Friggin' Christmas Miracle         | Shauna                    |                |
| 2015 | Hello, My Name Is Doris              |                           |                |